# Phyteuma adulterinum
Phyteuma adulterinum är en klockväxtart som beskrevs av Carl Karl Friedrich Wilhelm Wallroth. Phyteuma adulterinum ingår i släktet rapunkler, och familjen klockväxter. Inga underarter finns listade i Catalogue of Life.